# Сверре Гассель
Сверре Гельге Гассель (норв. Sverre Helge Hassel; 30 липня 1876 — 6 червня 1928) — норвезький полярний дослідник, один із п'ятьох людей, які першими підкорили Південний полюс.

## Біографія
Сверре Гассель народився в Христианії і, досягши мінімально можливого віку, відправився в море. Між 1898 та 1902 він брав участь в експедиції Отто Свердрупа, яка ставила за мету обійти на кораблі навколо Гренландії.

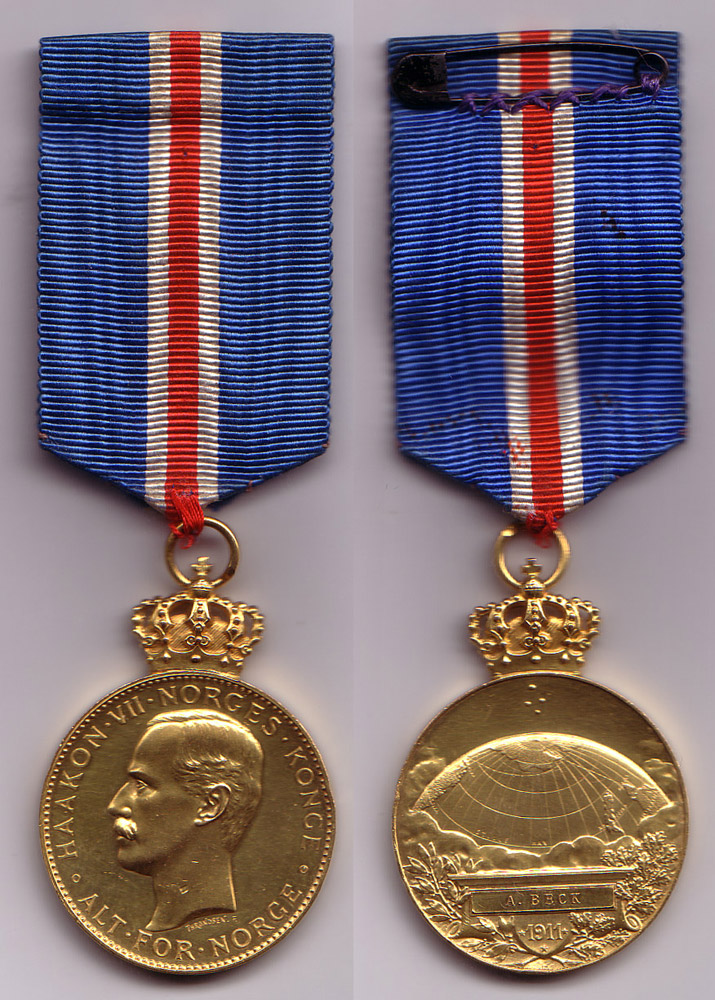
Медаль за підкорення Південного полюса

Разом із Гельмером Гансеном Гасель був обраний як досвідчений собачий провідник для участі в експедиції Руаля Амундсена з метою підкорення Південного Полюса. 14 грудня 1911 року Гассель разом з Амундсеном, Бйоланом, Гансеном та Вістінгом стали першими людьми, яким вдалося досягнути Південного полюса. За свою участь в експедиції нагороджений медаллю за підкорення Південного полюсу (норв. Sydpolsmedaljen) — норвезькою королівською нагородою, запровадженою королем Гоконом VII в 1912 році для відзначення членів експедиції Амундсена.
Сверре Гассель помер в 1928 році під час візиту до свого старого друга Амундсена.

## Спадок
- Гора Гасселя — пік в Антарктиді, в горах Королеви Мод
- Пролив Гасселя — протока між островами Амунд-Рінгнес та Еллеф-Рінгнес у північній Канаді
- Мис Сверре — найпівнічніша точка острова Амунд-Рінґнес, який Сверре обійшов на кораблі в 1900 році.